# تورکدی، کردامیر
تورکدی (به لاتین: Türkədi) یک منطقهٔ مسکونی در جمهوری آذربایجان است که در شهرستان کردامیر واقع شده‌است. تورکدی ۷۱۵ نفر جمعیت دارد.